# Steve Palmqvist
Steve Harald Styrbjörn Gattulf Palmqvist, född 19 mars 1958, död 2022, var en svensk-dansk skådespelare, regissör, sångare (bas) och teaterpedagog. 

## Utbildning
Palmqvist har studerat klassisk sångteknik för operasångerskan Alice Sterner Lindedahl 1973–1979. Mellan 1979 och 1982 studerade han till skådespelare för bl.a. Inge Waern på Teaterstudion i Stockholm. Senare vidare utbildad för bl.a. Keve Hjelm och Per Myrberg på Teaterhögskolan i Stockholm ("träning för yrkesverksamma skådespelare") 1987–88.

## Karriär

### Skådespelare
Palmqvist scendebuterade som 15-åring i musikalen Annie get your gun 1973 på Scandinavium. Efter avslutad teaterutbildning har han haft ett 60-tal roller såväl på teater och i musikaler, men även mindre roller i film och TV. Steve Palmqvist har under 2007 och 2008 varit verksam vid Stockholms Stadsteater.

### Regissör
Som regissör har Palmqvist iscensatt ca 55 teaterproduktioner, bland annat verk av Valle Inclán, Federico García Lorca, August Strindberg, Pär Lagerkvist och Jean Paul Sartre samt egen dramatik samt även i manuskriptsamarbete med regissören och dramatikern Steen Haugesen i Köpenhamn.

### Författarskap
Steve Palmqvist har skrivit 25 manuskript för teater, alla uppförda i Köpenhamn i professionella teaterproduktioner och med teaterelever, samt även varit representerad vid flera internationella teaterfestivaler och gästspel i Frankrike, Spanien, Litauen, Tyskland och Belgien. 

### Lärare
Palmqvist har varit teaterlärare, bland annat vid Köpenhamns Lärarseminarium 1995–2004, Teaterskolen Teaterbutikken 1995–2000, Den Ny Dramaskole m.fl.

## Roller i urval
- Frankensteins monster (Mrs. Frankensteins monster, M.A. Larsson 1982–83)
- Gerónte (Den lurade Borgaren, bearb. efter J.B. Molière 1984)
- Benjamin (Påsk, Strindberg 1974)
- Karon (Dante Alighieri,Den gudommelige komedie 2003)
- Thorvald (Ibsen/Hammargren: Ett dockhem, 2001)
- Starkad (Dödsengelen , J.Möllgaard 1994)
- Francesco Prelati (Gilles & Jeanne, M. Tournier 1987)
- The thug "The case of the crusched petunias" (Tennesee Williams 2004)

## Iscensättningar i urval
- Zigenarballader (García Lorca 1982–83)
- Inför lyckta dörrar (J.P. Sartre 1985)
- Jesus Christ Superstar (Umeå 1987)
- Klara & 2 Herrar (I. Klima 1989)
- Gudomliga ord (Valle Inclán, Landskrona 1992 och Köpenhamn 2000)
- Opera på Christiansborgs Hofteater- fra fortid til nutid (Köpenhamn 2003)
- Sanna kvinnor (A.Ch. Edgren-Leffler 1991)
- I tidens Spejl (K. Nottelmann 1996)
- Ett år i Paris (S.Bunch 2001)
- De röde sko (H.C. Andersen 2004)